# Nemška vojaška odlikovanja
Seznam nemških vojaških odlikovanj zajema sezname po določenih obdobjih nemške vojne zgodovine.

## Nemška vojaška odlikovanjadruge svetovne vojne
- bojni protiletalski znak za pripadnike Luftwaffe (Flak-Kampfabzeichen der Luftwaffe)
- častni pomorski znak (Ehrentafel Spange der Kriegsmarine)
- častni vojaški znak (Ehrenblatt Spange des Heeres)
- častni znak nemškega zaščitnega zidu (Deutsches Schutzwall-Ehrenzeichen)
- častni znak letalca (Flieger-Errinerungsabzeichen)
- kampanjski ščit Cholm (Cholmschild)
- kampanjski ščit Demjansk (Demjanskschild)
- kampanjski ščit Krim (Krimschild)
- kampanjski ščit Kuban (Kubanschild)
- kampanjski ščit Lapland (Lapplandschild)
- kampanjski ščit Narvik (Narvikschild)
- letalska frontna značka (Frontflugspange)
- medalja Modre divizije (Tapferkeits- und Erinnerungsmedaille der Spanischen "Blauen Division")
- medalja vzhodnih ljudstev (Tapferkeits- und Verdienst-Ausziechnung für Angehörige der Ostvölker)
- medalja za združitev 13.08.1938 (Medaille zur Erinnerung an den 13.03.1938)
- medalja za združitev 01.10.1938 (Medaille zur Erinnerung an den 01.10.1938)
- medalja za zimski boj na vzhodni fronti 1941/42 (Medaille Winterschlacht im Osten 1941/42 ali Ostmedaille)
- nemški križec (Kriegsorden des Deutschen Kreuzes)
- odlikovanje Wehrmachta za služenje (Wehrmacht-Dienstauszeichnung)
- ostrostrelski znak (Scharfschützenabzeichen)
- padalski znak za pripadnike Luftwaffe (Fallschirmschützenabzeichen der Luftwaffe)
- pehotni jurišni znak (Infanterie-Sturmabzeichen)
- pilotski znak (Flugzeugführerabzeichen)
- podmorniška frontna značka (U-Boots-Frontspange)
- podmorniški vojni znak (U-Boots-kriegsabzeichen)
- pomorska frontna značka (Marine-Frontspange)
- ranjenski znak (Verwundeten-Abzeichen)
- splošni jurišni znak (Allgemeines Sturmabzeichen)
- španski križec (Spanienkreuz)
- tankovski jurišni znak (Panzerkampfabzeichen)
- tankovski znak legije Kondor (Panzertruppenabzeichen der Legion Condor)
- viteški križ vojaškega zaslužnega križa (Ritterkreuz des Kriegsverdienstkreuzes)
- veliki križ železnega križa (Großkreuz des Eisernen Kreuzes)
- viteški križ železnega križa (Ritterkreuz des Eisernes Kreuzes)
- viteški križ železnega križa s hrastovimi listi (Ritterkreuz des Eisernes Kreuzes mit Eichenlaub)
- viteški križ železnega križa s hrastovimi listi in meči (Ritterkreuz des Eisernes Kreuzes mit Eichenlaub und Schwertern)
- viteški križ železnega križa s hrastovimi listi, meči in diamanti (Ritterkreuz des Eisernes Kreuzes mit Eichenlaub, Schwertern und Brillianten)
- viteški križ železnega križa z zlatimi hrastovimi listi, meči in diamanti (Ritterkreuz des Eisernes Kreuzes mit Goldenem Eichenlaub, Schwertern und Brillianten)
- vojaški padalski znak (Fallschirmschützenabzeichen des Heeres)
- vojaški protiletalski znak (Heeres-Flakabzeichen)
- vojaški zaslužni križ (Kriegsverdienstkreuz)
- vojaški znak za balonske opazovalce (Ballonbeobachterabzeichen des Heeres)
- vojna zaslužna medalja (Kriegsverdienstmedaille)
- vojni zaslužni križ (Kriegsverdienst-Kreuz)
- vojni znak hitrih čolnov (Schnelboot-Kriegsabzeichen)
- vojni znak letalca jurišnika Luftwaffe (Erdkampfabzeichen der Luftwaffe)
- vojni znak pomorske artilerije (Kriegsabzeichen für Marineartillerie)
- vojni znak rušilcev (Zerstörer-Kriegsabzeichen)
- vojni znak za pomožne križarke (Kriegsabzeichen für Hilfskreuzer)
- vojni znak za manjša bojna plovila (Kampfabziechen der Kleinkampfmittel)
- vojni znak za minoiskalce, lovce podmornic in varnostnih enot (Kriegsabzeichen für Minesuch-, U-Bootsjagd- und Sicherungsverbände)
- znak pilota jadralnih letal (Segelfugzeugführerabzeichen)
- znak prebiteljev blokade (Abzeichen Für Blockadebrecher)
- znak visokomorske flote (Flotten-Kriegsabzeichen)
- znak voznika na fronti (Kraftfahr-Bewährungsabzeichen)
- znak za bližinski boj (Nahkampfspange)
- znak za boj proti partizanom (Bandenkampfabzeichen)
- znak za lastnoročno uničenje tanka (Sonderabzeichen für das Niederkämpfen von Panzer-kampfwagen durch Einzelkämpfer)
- znak za sestrelitev letala (Tieffliegervernichtungsabzeichen)
- železni križec (Eisernes Kreuz)
- železni križ 1. razreda (Eisernes Kreuz 1. Klasse)
- železni križ 2. razreda (Eisernes Kreuz 2. Klasse)